# Seti I
Seti I foi Faraó da XIX dinastia do Egito no Império Novo. Era filho de Ramessés I e Tiya, e também pai de Ramessés II. Seu reinado é mais comumente atribuído como tendo ocorrido entre 1290 a 1279 a.C.

## Família

### Ascendência
Seti era filho do primeiro rei Raméssida: Ramessés I. Ramessés I era vizir e confidente do anterior faraó Horemebe. Este último é muitas vezes considerado como o primeiro faraó da XIX dinastia, contudo as ligações familiares de Horemebe colocam-no como último faraó da XVIII dinastia egípcia. De facto, a sua ascensão ao trono foi legitimada pelo casamento com Mutnedjmet, filha de anterior faraó-sacerdote Ay e irmã de Nefertiti, Grande Esposa Real de Aquenáton. Ramessés I conseguiu o trono do Egito porque Horemebe não deixou descendência e o indicou a ele, seu fiel amigo, como seu sucessor. Seti provem, assim, de uma linhagem nobre, de grandes comandantes militares. O seu avô, Seti, era um comandante oriundo do Delta. Seu pai, antes de se tornar faraó, fora um grande comandante. A mãe de Seti, Sitré (Filha de Ré) era também uma nobre de nome Tia.

### Descendência
Seti casou no seio da sua proveniência familiar. A sua Grande Esposa Real foi Tuya, filha do tenente Raia. Conhecem-se quatro filhos deste casamento:
1. Um rapaz que morreu muito jovem (Chenar)
2. Tia-Sitre
3. Ramessés II, sucedeu a seu pai
4. Henutmire, Irmã do Faraó Ramessés II e Rainha do Egito.

A família de Seti I, os Ramesséssidas, continuaria no poder por mais 93 anos, até a morte da rainha-faraó Tauseret em 1185 a.C., quando uma nova dinastia se apodera do trono.

## Guerras
Seti esforçou-se, durante o seu reinado, por igualar os feitos militares dos primeiros faraós da XVIII dinastia: Tutemés III e Amenófis III; de forma a restaurar a glória do Egito perdida com o período de Amarna e a legitimar a nova dinastia. A memória das suas campanhas militares encontra-se bem ilustrada nas paredes do Templo de Carnaque.

### Cadexe
A maior glória de Seti foi a conquista da cidade síria de Cadexe e da província vizinha de Amurru ao Império Hitita. Estes territórios tinham sido perdidos no tempo de Aquenáton e malgrado as tentativas de Tutancâmon e Horemebe os hititas conseguiram conserva-los. Contudo, pouco tempo durou o domínio egípcio, pois a cidade voltou a cair pouco depois. Uma última tentativa de a tomar tomou lugar com o filho de Seti I, Ramessés II, na famosa Batalha de Cadexe. Curto foi também este último domínio egípcio e no 8º ano do reinado de Ramessés II os hititas tomaram definitivamente o controle da cidade.

### Médio Oriente
Anteriormente à conquista de Cadexe, Seti preconizou seis anos gloriosos de ataques à Palestina, impondo o domínio egípcio naquela zona. Na mesma campanha que capturou Cadexe, Seti voltou a conquistar os territórios do Líbano e Síria, igualmente perdidos durante a instabilidade dos reis de Amarna.

### Líbia e Núbia
Durante a primeira década do seu reinado também foram lançadas algumas incursões vitoriosas contra os líbios do deserto ocidental e alguns revoltosos núbios. Crê-se que a principal função de tais campanhas fosse a de manter as fronteiras do Império.

## Reinado
Durante o seu reinado importantes obras de arquitetura e de desenvolvimento artístico tomaram lugar. Seti iniciou a construção da famosa Sala Hipostila do Templo de Amon em Carnaque, que seria depois concluída pelo seu filho Ramessés II. 
Numa provável tentativa de se associar á divindade mais popular do Egito e às origens distantes da Monarquia Egípcia do Império Antigo, Seti mandou construir um magnífico Templo dedicado a Osíris. É considerado um dos mais belos espécimes da arte egípcia e os seus relevos não têm par. O templo possuía sete santuários: Ptá, Ré-Horakhti, Amon-Rá, Osíris, Ísis, Horus e o do próprio Seti. Existe neste templo a chamada Sala dos Registos onde os relevos mostram Seti acompanhado do jovem Ramessés perante um interminável lista de faraós do Egito. De notar que de Amenófis III a lista salta para Horemebe, eclipsando os faraós de Amarna e, nomeadamente, o inconveniente Aquenáton. Está aqui patente a grande linha directora do reinado de Seti, comum aos dos seus antecessores Horemebe e Ramessés I, reabilitar a glória do Egito e apagar os vestígios da heresia de Amarna. Ao lado do Templo encontra-se uma estrutura curiosa de que se desconhece a função: o Osirion. Seti construiu ainda um Templo dedicado a seu pai, Ramessés I, também em Abidos e o seu Templo Mortuário em Tebas.

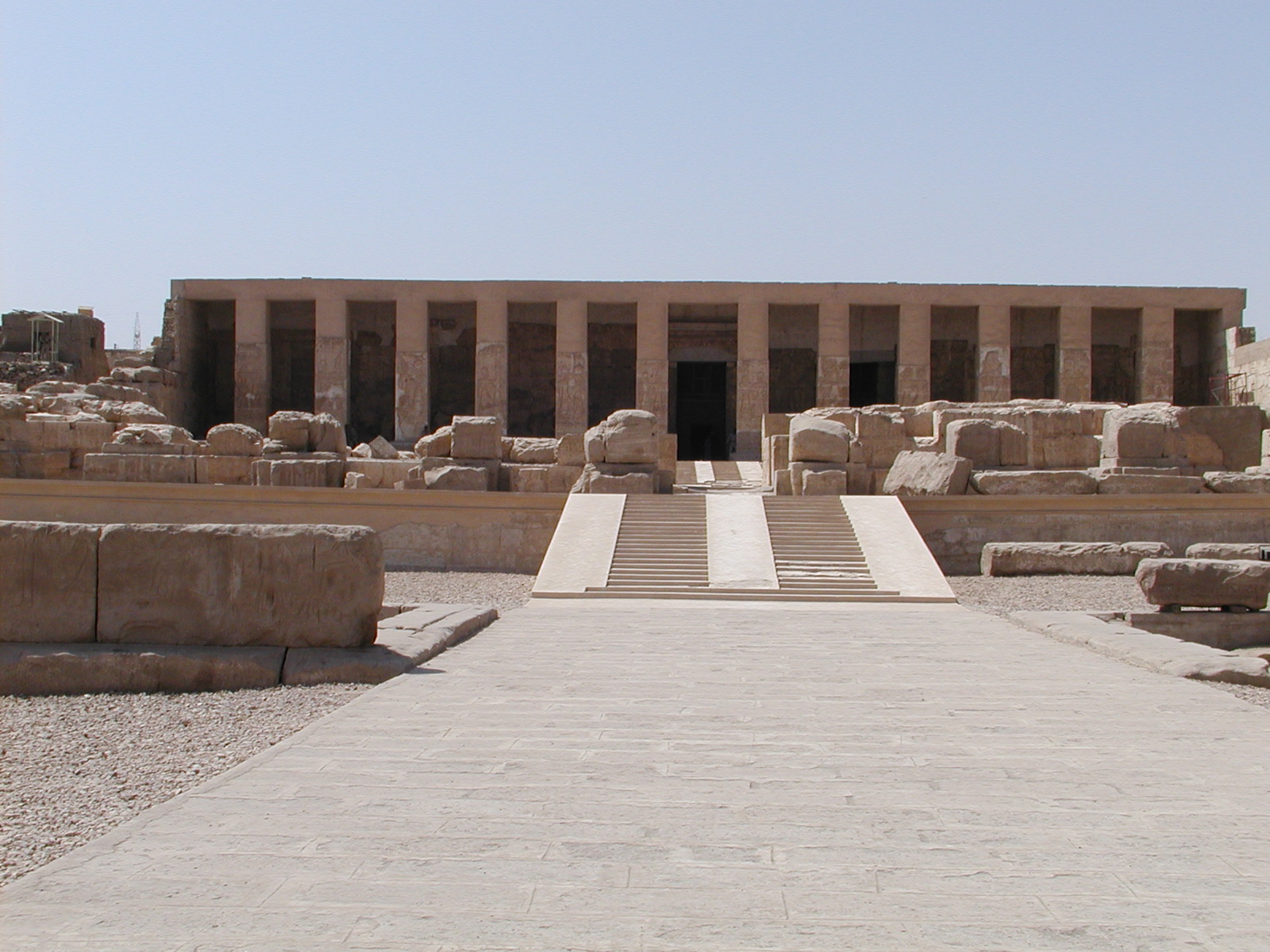
Templo de Seti I em Abidos

### Tumba

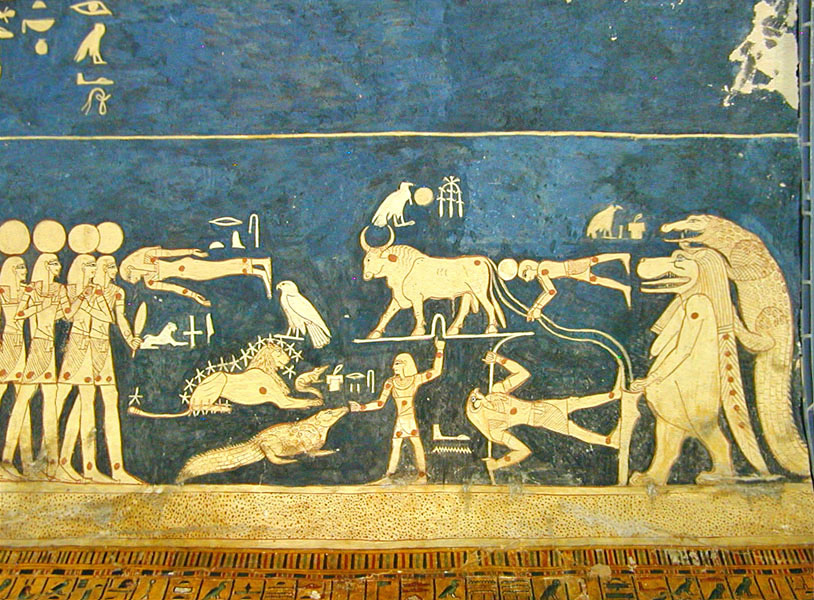
A tumba de Seti I no Vale dos Reis (KV 17).

O último marco do seu reinado é a construção do seu túmulo no Vale dos Reis (KV 17), sendo considerado até agora como o maior e mais soberbamente decorado de todo o Vale. O túmulo, descoberto por Giovanni Belzoni o 16 de Outubro de 1817, testemunha o auge e esplendor artístico alcançados durante o reinado do monarca. Os baixos-relevos são de um requinte único e a utilização de cores vibrantes dá-lhes uma vida inesperada. É ainda notório pelas artimanhas usadas na sua defesa contra ladrões e saqueadores, embora estas se tenham revelado infrutíferas.

## Morte
Seti I morreu ainda novo, com pouco mais de 40 anos. A sua múmia, considerada a mais bela e bem preservada até hoje encontrada, não se encontrava no seu túmulo no Vale dos Reis. Repousava num esconderijo de múmias reais em Deir Elbari descoberto em 1881. Foram encontrados registros na múmia que nos indicam que esta foi restaurada no reinado do Sumo Sacerdote de Amon, Heitor (1080-1074 a.C.) e depois, novamente, no ano 15 de Esmendes (1054 a.C.). Finalmente, foi escondida juntamente com a do seu filho Ramessés II no ano 10 de Siamon (968 a.C.). Na atualidade está preservada no Museu Egípcio do Cairo.

## Titulatura
| G39 | N5 · Z1 |

| G39 | N5 · Z1 |

|                      |   |    |   |   |        |
| \| \| \| \| \| \| \| |   |    |   |   |        |
|                      |   |    |   |   |        |
| p · t                | H | C7 | i | i | U7 · n |

| p · t | H | C7 | i | i | U7 · n |

|                      |   |    |   |   |        |
| \| \| \| \| \| \| \| |   |    |   |   |        |
|                      |   |    |   |   |        |
| p · t                | H | C7 | i | i | U7 · n |

| p · t | H | C7 | i | i | U7 · n |

|                      |   |    |   |   |        |
| \| \| \| \| \| \| \| |   |    |   |   |        |
|                      |   |    |   |   |        |
| p · t                | H | C7 | i | i | U7 · n |

| p · t | H | C7 | i | i | U7 · n |

|                      |   |    |   |   |        |
| \| \| \| \| \| \| \| |   |    |   |   |        |
|                      |   |    |   |   |        |
| p · t                | H | C7 | i | i | U7 · n |

| p · t | H | C7 | i | i | U7 · n |

| M23 · X1 | L2 · X1 |

| M23 · X1 | L2 · X1 |

|             |      |    |
| \| \| \| \| |      |    |
|             |      |    |
| ra          | mAat | mn |

| ra | mAat | mn |

|             |      |    |
| \| \| \| \| |      |    |
|             |      |    |
| ra          | mAat | mn |

| ra | mAat | mn |

|             |      |    |
| \| \| \| \| |      |    |
|             |      |    |
| ra          | mAat | mn |

| ra | mAat | mn |

|             |      |    |
| \| \| \| \| |      |    |
|             |      |    |
| ra          | mAat | mn |

| ra | mAat | mn |

| G5 |

| G5 |

| E2 · D40 | N28 | G17 | R19 | S29 | S34 | N17 · N17 |

| E2 · D40 | N28 | G17 | R19 | S29 | S34 | N17 · N17 |

| E2 · D40 | N28 | G17 | R19 | S29 | S34 | N17 · N17 |

| E2 · D40 | N28 | G17 | R19 | S29 | S34 | N17 · N17 |

| E2 · D40 | N28 | G17 | R19 | S29 | S34 | N17 · N17 |

| E2 · D40 | N28 | G17 | R19 | S29 | S34 | N17 · N17 |

| E2 · D40 | N28 | G17 | R19 | S29 | S34 | N17 · N17 |

| E2 · D40 | N28 | G17 | R19 | S29 | S34 | N17 · N17 |

| G8 |

| G8 |

| F25 | F31 | s | G43 | t · Z2 | S42 | Aa1 · p · O39 | F23 · D46 | r · D44 | T10 · t | Z2 · Z2 · Z2 |

| F25 | F31 | s | G43 | t · Z2 | S42 | Aa1 · p · O39 | F23 · D46 | r · D44 | T10 · t | Z2 · Z2 · Z2 |